# Tuba (glasbilo)
Túba je velik glasbeni inštrument iz družine basovskih trobil z ventili. 

## Družina tub
Različice tub brez ventilov so nastale že v starem veku, od Egipčanov so jih prevzeli Asirci, Babilonci, Hebrejci, Grki in Rimljani (latinsko tubus = cev). Predhodniki današnjih tub so različni trobilni instrumenti, med njimi serpent in ofikleid. Nastanek sodobne tube je povezan z iznajdbo trobilnih ventilov, svoj razmah pa je doživela v 19. stoletju. Tubo lahko med trobili enačimo s kontrabasom pri godalih. Leta 1835 je Wilhelm Wieprecht skonstruiral tubo s petimi ventili, ki je dobila ime basovska tuba.
Glede na obliko instrumenta razločujemo dva glavna tipa tub: pravi model tub in helikon. Podobno, kot lahko pozavne pojmujemo kot basovske trobente, so tube basovski korneti. Njihova cev je nekajkrat zavita, uporabljajo ustnik kotlaste oblike, večinoma pa imajo več kot 3 ventile (celo 5 ali 6), ki so namenjeni doseganju nižjih tonov. Skupna dolžina tubinih konično-elipsasto zavitih cevi znaša med 3,20 in 5,75 m. Notni zapis je v basovskem ključu.

### Tube v orkestrih
V simfoničnem orkestru večinoma igra samo ena (basovska) tuba, ki je sekcijsko razporejena v kvartetu treh pozavn in tube. Najslavnejše skladbe, kjer igrata dve tubi, so v klasični glasbi Berliozova Fantastična simfonija, simfonični pesnitvi Tako je govoril Zaratustra in Alpska simfonija, Richarda Straussa, Simfonija št. 4 Dmitrija Šostakoviča in Pomladno obredje Igorja Stravinskega. Basovska tuba je edini instrument iz te družine, ki ne transponira, neglede na svojo uglasitev in svoj najnižji ton. »Vojaške godbe«, tj. pihalno-trobilni orkestri uporabljajo mnoge različice tega instrumenta (predvsem sorodne helikone ali suzafone); pri katerih notni zapis transponiramo. 

### Vrste tub
- basovska tuba v C
- basovska tuba v B (lahko jo obravnavamo, kot da ne transponira, najgloblji ton je G kontra)
- basovska tuba v F (za kvarto nižja)
- kontrabasovska tuba v Es (najnižji ton je Fis kontra, ker se njen prvi alikvotni ton Es kontra ne oglasi)
- kontrabasovska tuba v B (najnižje trobilo - doseže ton B subkontra in nižje)

- Wagnerjeve tube
- helikon
- sopranski helikon (prvič predstavljen junija 2006 v Schladmingu (Avstrija), idejo za inštrument je podal prof. Igor Krivokapič)

## Tuba kot solistični instrument
Najvidnejše koncerte za tubo in orkester so napisali Ralph Vaughan Williams, Edward Gregson, John Williams, Robert Fleming, Gary Kulesha and Josef Horovitz. V jazzovskih ansamblih je uporaba tube pogosta, vendar je instrument redko izpostavljen solistično. 

### Slavni jazzovski tubisti
- Chink Martin Abraham
- Dave Bargeron
- Roger Bobo
- Ron Caswell
- Ray Draper
- Michel Godard
- Howard Johnson
- Sam Pilafian
- Marcus Rojas
- Jim Self
- Patrick Sheridan
- Cyrus St. Clair
- Bob Stewart
- Jonathan Sass
- Sergio Carolino
- William Wolfgang

Del Mozartovega Rekvijema, imenovan »Tuba mirum« sicer igra basovsko trobilo, vendar je to pozavna.  